# François Rebsamen
Pour les articles homonymes, voir Rebsamen.
François Rebsamen, né le 25 juin 1951 à Dijon (Côte-d'Or), est un homme politique français.
Président du parti Fédération progressiste, il est maire de Dijon et président de Dijon Métropole de 2001 à 2014 et de nouveau entre 2015 et 2024 à la suite du décès de son remplaçant Alain Millot, ainsi que sénateur de la Côte-d'Or de 2008 à 2014 et président du groupe socialiste au Sénat de 2011 à 2014.
Proche de François Hollande, dont il est le second au Parti socialiste de 1997 (congrès de Brest) à 2008 (congrès de Reims), il est ministre du Travail, de l'Emploi, de la Formation professionnelle et du Dialogue social dans les gouvernements Valls I et II entre 2014 et 2015. Il rompt avec le PS en 2022 pour soutenir Emmanuel Macron.
Le 23 décembre 2024, il est nommé ministre de l’Aménagement du territoire et de la Décentralisation dans le gouvernement François Bayrou.

## Biographie

### Origines
François Rebsamen est le fils d'Erich Gottfried Rebsamen et de Denise Agron. Son père est né à Stuttgart le 9 janvier 1917 dans une famille protestante et mort à Dijon le 19 février 1974, employé comme interprète et chef d'atelier de septembre 1939 à novembre 1943 chez Renault à Dijon. En 1945, Eric Rebsamen, en fuite, est inculpé d'atteinte à la sécurité intérieure de l'Etat. Sa photo en uniforme d'officier allemand est diffusée.
Eric épouse à Dijon le 26 octobre 1943, Denise Agron, morte le 25 août 2015, fille du professeur chirurgien Édouard Agron, élu radical-socialiste au conseil municipal de Dijon sous le Front populaire.

### Études et débuts professionnels
François Rebsamen est titulaire d'une maîtrise de droit public, d'un DESS de sciences économiques et diplômé de sciences politiques. Il est marié et père d'une fille. Son frère Guy Rebsamen, restaurateur et propriétaire du restaurant Chez Guy and family à Gevrey-Chambertin, meurt le 12 mai 2023 des suites d'une longue maladie : le même jour, François Rebsamen est fait officier de la Légion d'Honneur au Palais des Ducs de Dijon par l'ancien Premier ministre Jean Castex. Sa nièce Sandrine et son neveu Yves travaillent également dans la restauration.
Il exerce les fonctions d'administrateur territorial mais n'a pas été élève de l'Institut national des études territoriales.
Après un passage à la Ligue communiste révolutionnaire de 1970 à 1974, année où il rencontre Pierre Joxe, François Rebsamen commence sa carrière professionnelle et politique comme chef de cabinet au conseil régional de Bourgogne de 1979 à 1983, aux côtés de Pierre Joxe (1979-1982) puis d'André Billardon (1982-1983). Il accompagne ensuite Pierre Joxe comme chef de cabinet dans ses différentes fonctions ministérielles (de 1984 à 1986 puis de 1988 à 1991). Puis il poursuit ses fonctions de collaborateur d'élu comme directeur-adjoint du cabinet de Laurent Fabius (1992-1993)[Où ?], et comme conseiller technique au cabinet de Jean-Jack Queyranne, ministre des relations avec le Parlement.

### Carrière politique

#### Élu local
En 1989, il est élu président du groupe socialiste au conseil municipal de Dijon. Il le restera jusqu'à son élection en tant que maire en 2001. En 1994, il est élu au conseil régional de Bourgogne.
François Rebsamen échoue par quatre fois à se faire élire député dans la 1re circonscription de la Côte-d'Or : lors des élections législatives de 1988 ; de 1993 ; de 1997 où il est battu par Robert Poujade, le maire de Dijon ; et face à son successeur, le candidat UMP Bernard Depierre lors des législatives de 2002.
En mars 1998, il est élu conseiller général du canton de Dijon-5, avec 51,5 % des suffrages exprimés face au conseiller sortant Pierre Barbier (RPR). Il est réélu en mars 2004, cette fois avec 62,5 % des suffrages exprimés. Le 19 octobre 2004, le tribunal administratif de Dijon annule son compte de campagne « pour avoir transformé » l'éditorial du bulletin municipal en tribune politique. Le tribunal administratif intègre alors dans ce compte le coût de 6 pages du bulletin municipal ce qui provoque un dépassement du plafond des dépenses autorisées et entraîne, automatiquement et sans condamnation, une mesure d'inéligibilité d'un an. Six mois après, le Conseil d'État désavoue le tribunal administratif qui a pris une décision contraire à sa jurisprudence, l'annule dans la foulée, considérant que le maire d'une ville a le droit de rédiger librement son éditorial dans la revue municipale de sa ville, rétablit le compte de campagne initial et valide son élection, ce qui annule la peine d'inéligibilité pour dépassement du plafond de dépenses autorisées.

#### Maire de Dijon
François Rebsamen est élu maire de cette ville de tradition conservatrice le 18 mars 2001, avec 52,14 % des suffrages contre 47,86 % à son adversaire Jean-François Bazin (RPR). Il devient ainsi le quatrième maire de la ville élu depuis 1945, succédant à Robert Poujade (maire de Dijon de 1971 à 2001), qui ne se représentait pas. Il est le premier maire classé à gauche élu à Dijon depuis 1935[réf. nécessaire].
À propos de ces élections municipales de 2001 et des succès remportés par la gauche aux élections régionales, cantonales et européennes de 2004, il souligne la part du vote populaire et prône de ce fait une grande attention du PS à cet électorat.
C'est sur la base du constat que l'« on ne dirige ni une ville ni un pays replié sur son camp »[source insuffisante] que François Rebsamen se déclare « favorable » à des alliances avec le MoDem pour les élections municipales de 2008. Il déclare alors que « les candidats présentés par le Parti socialiste doivent chercher le rassemblement le plus large […] sur la base de propositions communes ».

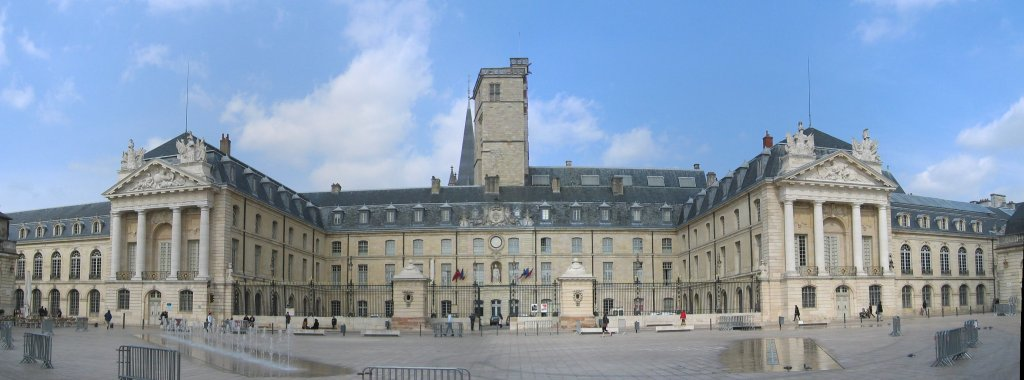
Le palais des ducs de Bourgogne, où siège le maire de Dijon.

Le 9 mars 2008, il est réélu maire de Dijon dès le premier tour des élections municipales avec 56,22 % des suffrages exprimés face notamment au candidat de la droite : François-Xavier Dugourd (36,44 %). Il lance le projet de construction d'un tramway de Dijon, voté à l'unanimité par le conseil communautaire du Grand Dijon le 15 mai 2008 et inauguré en septembre 2012.
En 2007 et 2008, il est administrateur de Dexia-Crédit Local de France et démissionne quelques jours avant la faillite de cette banque qui aura nécessité un apport de 3 milliards d'euros de l'État (seule banque française ou en partie française à avoir bénéficié d'un apport en capital de l'État et non pas simplement d'un prêt ou d'une garantie). D'après l'Express, François Rebsamen aurait démissionné de son siège d'administrateur de la banque soutenue par l'argent public après que Le Canard enchaîné eut révélé le montant de ses jetons de présence, 20 000 euros en 2007.

#### Sénateur-maire
Le 21 septembre 2008, il devient sénateur de la Côte-d'Or, premier sous l'étiquette socialiste depuis 1948. Il démissionne alors de son poste de conseiller général du canton de Dijon-5. Au Sénat, il est membre de la commission des finances, du contrôle budgétaire et des comptes économiques de la Nation. Après les élections sénatoriales du 25 septembre 2011 et l'élection le 1er octobre suivant de Jean-Pierre Bel à la présidence de la Haute Assemblée, François Rebsamen est choisi pour lui succéder à la tête du groupe socialiste au Sénat.
En 2012, alors que le gouvernement entend faire respecter sa proposition faite lors de la campagne présidentielle d'interdire le cumul des mandats, François Rebsamen s'y oppose arguant le statut spécifique de sénateur. Le gouvernement Jean-Marc Ayrault, par son porte-parole et son Premier ministre, répond qu'il n'y aura pas d'exception. François Rebsamen annonce cependant que si la loi sur le non-cumul était votée, il choisirait d'être maire de Dijon.
Au terme du second tour des élections municipales de Dijon le 30 mars 2014, la liste qu'il mène arrive en tête avec 52,84 % des suffrages exprimés face à la liste UMP d'Alain Houpert (34,02 %) et celle du Front national d'Édouard Cavin (13,13 %). Cette victoire lui vaut son troisième mandat à la mairie de la ville.

#### Ministre du Travail
Il est nommé ministre du Travail, de l'Emploi et du Dialogue social le 2 avril 2014 dans le gouvernement Manuel Valls. Cette désignation l'amène à renoncer au poste de maire de Dijon qu'il occupait depuis mars 2001. Le 5 avril, son premier adjoint sortant, Alain Millot, est élu maire de la ville. En octobre 2014, il avance que l'échec dans la lutte contre le chômage n'est pas uniquement dû au « gouvernement ». Prévoyant à de nombreuses reprises entre 2014 et 2015 un recul du chômage, il doit constater son aggravation,. Mi-2015, il porte un projet de loi sur le dialogue social, qui contient notamment le passage de 17 à 3 cas obligatoires d'information et de consultation du comité d'entreprise, une représentation pour les salariés des TPE et la fusion du revenu de solidarité active et de la prime pour l'emploi.

#### Retour à la mairie de Dijon

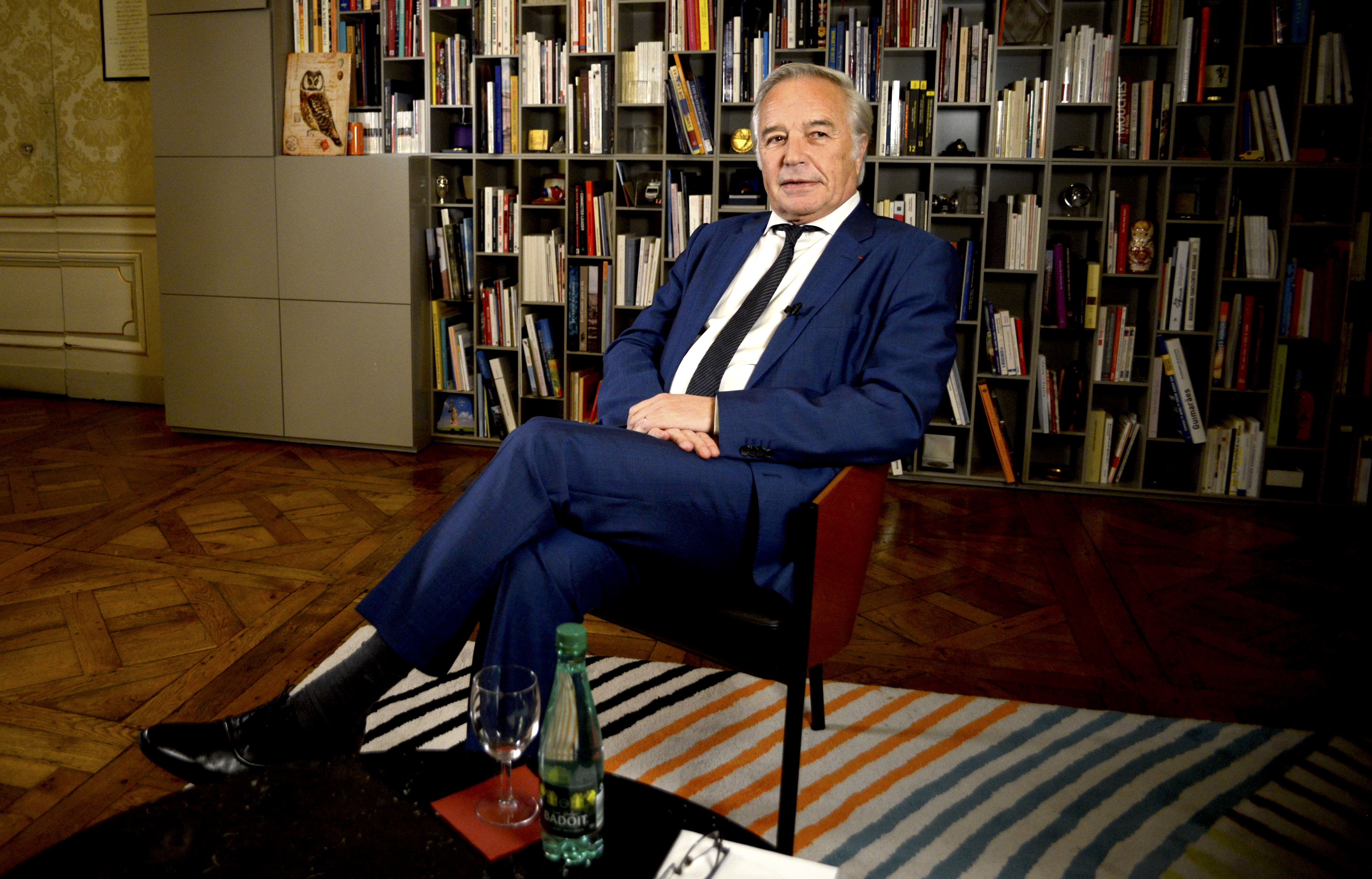
François Rebsamen, le 2 février 2017 à la mairie de Dijon.

Le 30 juillet 2015, après la mort d'Alain Millot, maire de Dijon, il annonce qu'il briguera en août sa succession, ce qui implique son départ du gouvernement. Le 10 août 2015, il est réélu maire de Dijon puis démissionne de ses fonctions ministérielles lors du conseil des ministres de rentrée le 19 août. Son passage au ministère du travail est considéré comme un échec sévère en matière de lutte contre le chômage, ce qui lui vaut le sobriquet de « ministre du chômage »,. Le 6 décembre 2016, il se voit proposer le poste de ministre de l'intérieur, qu'il refuse, et préfère rester maire de Dijon.
Atteint d'un cancer, il annonce le 10 avril 2018, par un communiqué de presse, qu'il ne pourra pas assumer pleinement les présences officielles liées à ses fonctions de maire et de président de la métropole durant les périodes de traitement. Il confie alors la mission d'assurer ses intérims à Nathalie Koenders pour la ville et à Pierre Pribetich pour la métropole,,,. Il fait son retour le 23 août 2018 à l'université d'été du PS, assurant avoir terminé ses traitements, où il prononce le discours d'accueil du séminaire de la Fédération nationale des élus socialistes et républicains, qu'il préside.
Les élections municipales de 2020 à Dijon se présentent dans un contexte inédit, où Europe Écologie Les Verts fait le choix de présenter une liste indépendante de celle de la majorité, menée par Stéphanie Modde, alors adjointe en charge de l'écologie urbaine depuis 2014. Dans un scrutin marqué par la crise sanitaire due à la pandémie de Covid-19 (le second tour est reporté du 22 mars au 28 juin), se caractérisant par une forte abstention (35,9 % de participation au premier tour puis 33,4 % au second), la liste menée par François Rebsamen « Dijon c'est capitale » l'emporte lors d'une triangulaire contre les écologistes et la liste d'union de la droite. Au terme de ces élections, la composition du Conseil municipal ne change pas : 43 sièges pour la majorité, 6 élus verts et 10 sièges pour la droite. François Rebsamen est réélu maire le 4 juillet.
Le 23 février 2023, il annonce qu'il ne se représente pas aux prochaines élections municipales.
Le 18 novembre 2024, il annonce quitter son poste de maire au 25 novembre et souhaite voir sa première adjointe, Nathalie Koenders, lui succéder. Il reste cependant président de la Métropole. Le 28 novembre, il fait voter une augmentation de son indemnité de près de 25 000 € annuels pour la porter au maximum de ce qui est permis par la loi.

### Cadre du Parti socialiste

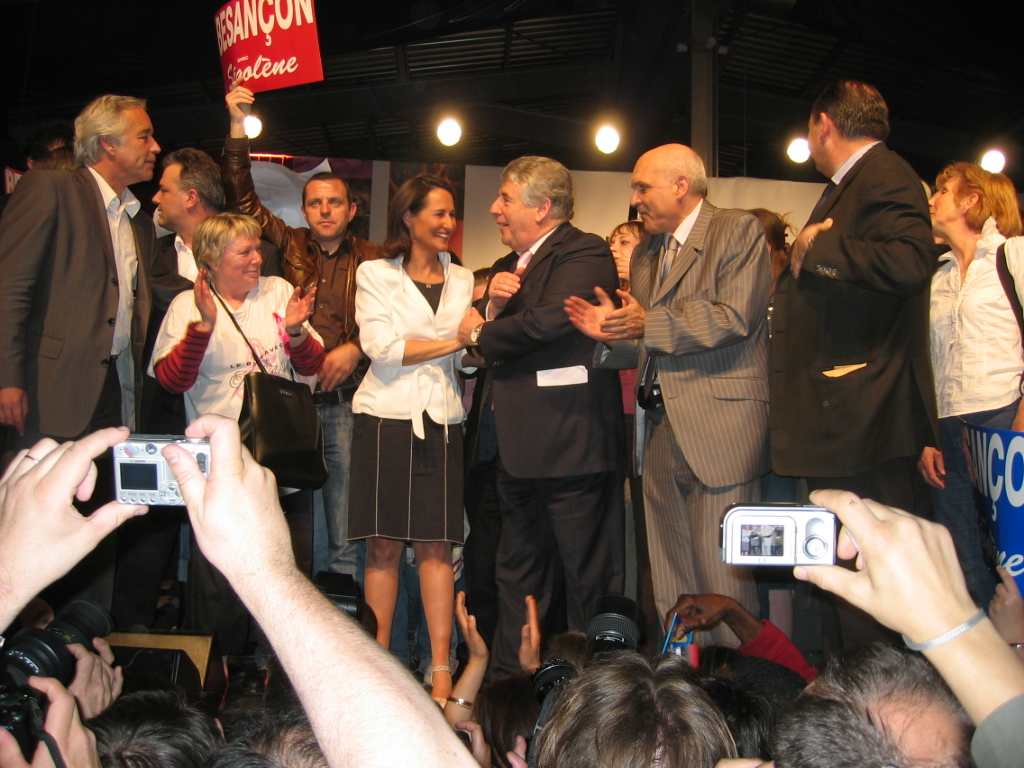
À un meeting de Ségolène Royal à Besançon en 2007 (à gauche de la photo).

En 1997, il est nommé secrétaire national du Parti socialiste au congrès de Brest, et devient le numéro 2 du Parti socialiste derrière son ami François Hollande.
Il est à ce titre directeur de la campagne des élections régionales et cantonales en mars 2004, puis de la campagne du référendum interne en décembre de cette même année sur le traité institutionnel européen et enfin de la campagne pour le oui au référendum national de 2005.
En juin, puis en août 2006, bien que chargé des élections internes au sein de la direction du parti, il demande à Jack Lang et Dominique Strauss-Kahn de retirer leur candidature à l'investiture socialiste, et soutient explicitement Ségolène Royal. Après le dépôt des candidatures, et le renoncement de François Hollande, François Rebsamen devient officiellement un partisan de Mme Royal. Il fait partie de son équipe restreinte de campagne, en tant que codirecteur de campagne, avec Jean-Louis Bianco.
En amont du congrès de Reims (75e congrès du Parti socialiste) de novembre 2008, il est nommé président de la commission de révision des statuts du Parti socialiste. Il est le deuxième signataire, derrière Ségolène Royal, de la consultation participative appelant les militants et les sympathisants socialistes à répondre à dix questions pour l'avenir de la France et de leur parti. Il est également signataire de la motion E dont le premier signataire est Gérard Collomb et le chef de file Ségolène Royal. Il défend alors un renouveau des dirigeants du parti socialiste.
Le 14 mars 2016, il est désigné à l'issue du Bureau national du Parti socialiste président de la Fédération nationale des élus socialistes et républicains (FNESR). En 2017, aux côtés de Marie-Guite Dufay (présidente de la Région Bourgogne-Franche-Comté) et de François Patriat (Sénateur de côte d'or), François Rebsamen signe une tribune lancée par des élus PS et divers gauche pour soutenir la candidature d'Emmanuel Macron. En 2018, il soutient la candidature de Stéphane Le Foll pour le congrès d'Aubervilliers du PS.
Il critique vivement en 2021 la direction du PS et sa stratégie « proche du néant », fustigeant à l'approche des élections régionales les alliances avec les écologistes, qu’il considère « radicaux », et le soutien à la candidature d’Audrey Pulvar en Île-de-France. Il se déclare en revanche favorable à un rapprochement avec le parti présidentiel LREM « pour faire barrage au RN ».
Le 17 septembre 2021, il démissionne de la présidence de la FNESR, estimant que « le PS est un parti sectaire » et demandant un « débat » sur la candidature présidentielle d'Anne Hidalgo.
Bien que rallié à Emmanuel Macron depuis la dernière présidentielle, le maire de Dijon a pu voter au congrès socialiste.

### Fédération progressiste et retour au gouvernement
En mars 2022, François Rebsamen annonce son intention de voter pour Emmanuel Macron à l'élection présidentielle. Par la suite, il initie un nouveau parti, Fédération progressiste, aux côtés d'autres personnalités issues du Parti socialiste comme Olivier Klein, Juliette Méadel, Patrice Vergriete, Thierry Repentin, David Kimelfeld, Joaquim Pueyo ou encore Pascal Terrasse.
Fédération progressiste rejoint la coalition Ensemble, qui regroupe la majorité présidentielle d'Emmanuel Macron en vue de présenter des candidatures uniques lors des élections législatives de 2022,. Elle obtient deux députés (Christine Decodts dans le Nord et Benoît Bordat en Côte-d'Or) qui siègent au sein du groupe Renaissance.
L'un de ses membres, Olivier Klein, est nommé le 4 juillet 2022 ministre délégué chargé de la Ville et du Logement dans le gouvernement Élisabeth Borne. Il est remplacé le 20 juillet 2023 par Patrice Vergriete, lui aussi proche de la Fédération progressiste.
Le 23 décembre 2024, François Rebsamen est nommé ministre de l’Aménagement du territoire et de la Décentralisation au sein du gouvernement François Bayrou.
Il rejoint en juin 2025 « La Convention », le microparti de Bernard Cazeneuve.

## Résultats électoraux

### Élections municipales
| Année | Parti | Parti | Commune | Position      | 1er tour | 1er tour | 1er tour | 2d tour | 2d tour | 2d tour | Sièges (CM) |
| Année | Parti | Parti | Commune | Position      | Voix     | %        | Issue    | Voix    | %       | Issue   | Sièges (CM) |
| ----- | ----- | ----- | ------- | ------------- | -------- | -------- | -------- | ------- | ------- | ------- | ----------- |
| 1989  |       | PS    |         |               |          | 34,81    | 2e       |         |         |         |             |
| 1995  |       | PS    | Dijon   | Tête de liste |          | 26,20    | 2e       |         | 37,3    |         |             |
| 2001  |       | UG    | Dijon   | Tête de liste | 17 365   | 42,16    | 1er      | 23 330  | 52,14   | Élu     | 42 / 55     |
| 2008  |       | UG    | Dijon   | Tête de liste | 27 368   | 56,17    | Élu      |         |         |         | 44 / 55     |
| 2014  |       | UG    | Dijon   | Tête de liste | 20 825   | 44,27    | 1er      | 24 646  | 52,84   | Élu     | 46 / 59     |
| 2020  |       | UG    | Dijon   | Tête de liste | 11 101   | 38,24    | 1er      | 11 746  | 43,51   | Élu     | 43 / 59     |

## Détail des fonctions et mandats

### Au niveau local
- Conseiller municipal de Dijon et président du groupe socialiste au conseil de 1989 à 2001.
- Conseiller régional de Bourgogne de 1994 à ?.
- Conseiller général de Côte d'Or de 1998 à 2008.
- Maire de Dijon et Président du Grand Dijon puis de Dijon Métropole de 2001 à 2014 puis à nouveau depuis 2015.

### Au Sénat
- Sénateur de la Côte d'Or de 2008 à 2014[66].
- Président du groupe socialiste au Sénat de 2011 à 2014.

### Au Gouvernement
- Ministre du Travail, de l'Emploi, de la Formation professionnelle et du Dialogue social du 2 avril 2014 au 19 août 2015 (gouvernements Valls I et II).

### Au sein du Parti socialiste
- Secrétaire national du parti de 1997 à 2008 (numéro 2 du parti).
- Directeur de la campagne des élections régionales et cantonales en mars 2004.
- Co-directeur de la campagne de Ségolène Royal en 2007.
- Président de la Fédération nationale des élus socialistes et républicains (FNESR) de 2016 à 2021.

### Autres fonctions
- Administrateur de Dexia de 2007 à 2008.
- Président du réseau francophone des villes amies des aînés depuis sa création en 2012[67].
- Président de Cités Unies France, la tête de réseau, transpartisane et multi-niveau, des collectivités territoriales françaises engagées dans l’action internationale.
- Président de la commission pour la relance durable de la construction de logements[68].

## Autres engagements
François Rebsamen est membre de la franc-maçonnerie dans la loge Solidarité et progrès du Grand Orient de France à Dijon depuis 1989.

## Décoration
Le 31 décembre 2001, François Rebsamen est nommé au grade de chevalier dans l'ordre national de la Légion d'honneur au titre de « conseiller général de la Côte-d'Or, maire de Dijon ; 24 ans de services civils et de fonctions électives », puis fait chevalier le 12 mars 2002. Il est promu au grade d'officier le 31 décembre 2021 au titre de « maire de Dijon, président de Dijon Métropole, ancien sénateur de la Côte-d'Or, ancien ministre ».

## Publications
- Dijon, portrait d'une ville contemporaine avec Armand Frémont et Jean Vautrin, photographies de Philippe Maupetit, Cercle d'Art, 2007
- De François à Ségolène, entretien avec Philippe Alexandre, Fayard, 2007
- Football et politique, Stock, septembre 2014
- En toutes confidences, Stock, novembre 2016  (ISBN 978-2-234-07814-7)

## Pour approfondir